# Equipe indiana na Copa Billie Jean King
A equipe indiana na Copa Billie Jean King representa a Índia na Copa Billie Jean King, principal competição de tênis feminina por equipes do mundo. É administrada pela All India Tennis Association.

## História
A Índia competiu pela primeira vez em 1991. Seu melhor resultado foi a final no Grupo I da Ásia/Oceania de 2006.

## Última convocação
Para o Grupo I da Ásia/Oceania de 2023, em abril:
- Ankita Raina
- Rutuja Bhosale
- Sahaja Yamalapalli
- Vaidehi Chaudhari
- Shrivalli Rashmikaa Bhamidipaty